# Левицький Григорій Васильович
Григо́рій Васи́льович Леви́цький (* 27 жовтня (8 листопада) 1852, Харків — † 13 (26) жовтня 1917, Санкт-Петербург) — український та російський астроном, засновник і перший директор Харківської обсерваторії.

## Біографічні відомості
Народився у Харкові. Деякий час навчався у Харківському університеті, 1874 року закінчив Петербурзький університет і був залишений при ньому для підготування до професорського звання.
У 1879 році захистив дисертацію «Про визначення орбіт подвійних зір», отримав ступінь магістра і був призначений доцентом Харківського університету по кафедрі астрономії та геодезії. У 1884—1894 роках — екстраординарний професор Харківського університету. Сприяв створенню Харківської обсерваторії та був її першим директором в 1883—1894 роках.
У 1879—1894 роках викладав у Харківському університеті (із 1884 — професор астрономії); керував будівництвом і устаткуванням у Харкові.
Спостерігав сонячні плями, вивчав способи визначення орбіт подвійних зірок, досліджував мікроколивання земної поверхні за допомогою горизонтальних маятників.
У 1894—1908 рр. працював у Тартуському університеті, одночасно був директором Тартуської обсерваторії.
Голова Російського астрономічного товариства (1915—1917).
Активно займався історією науки, написав праці з історії Тартуської та Харківської обсерваторій.
Левицького варто вважати одним із фундаторів російської сейсмології і піонером застосування горизонтальних маятників для сейсмічних цілей.